# Фудбалска репрезентација Британских Девичанских Острва
Фудбалска репрезентација Британских Девичанских Острва (енгл. British Virgin Islands national football team) је фудбалски тим који представља Британска Девичанска Острва на међународним такмичењима под контролом Фудбалског савеза Б. Девичанских Острва који се налази у оквиру Карипске фудбалске уније и КОНКАКАФа, такође је члан ФИФА.

## Историја
Прве фудбалске утакмице на Британским Девичанским острвима биле су одигране између посаде британске Краљевске морнарице и исељеника. Репрезентацију британских Девичанских Острва основао је 1968. године тим Краљевских инжењера, а убрзо након тога, 1973. године, основана је Фудбалска асоцијација Британских Девичанских Острва. Године 1974. придружила се ФИФАи. Бивши менаџер Тотенхама, Челсија и Порта, Португалац Андре Виљас-Боас је био први технички директор репрезентације Британска Дјевичанска острва 2000. и 2001. године.

## Такмичарска достигнућа

### Светско првенство
| Светско првенство у фудбалу | Светско првенство у фудбалу | Светско првенство у фудбалу | Светско првенство у фудбалу | Светско првенство у фудбалу | Светско првенство у фудбалу | Светско првенство у фудбалу | Светско првенство у фудбалу | Светско првенство у фудбалу |                           | Квалификације за Светско првенство у фудбалу | Квалификације за Светско првенство у фудбалу | Квалификације за Светско првенство у фудбалу | Квалификације за Светско првенство у фудбалу | Квалификације за Светско првенство у фудбалу | Квалификације за Светско првенство у фудбалу |
| Година                      | Коло                        | Позиција                    | П                           | Н                           | И                           | ГД                          | ГП                          | Поз.                        | Ута                       | П                                            | Н*                                           | И                                            | ГД                                           | ГП                                           |                                              |
| --------------------------- | --------------------------- | --------------------------- | --------------------------- | --------------------------- | --------------------------- | --------------------------- | --------------------------- | --------------------------- | ------------------------- | -------------------------------------------- | -------------------------------------------- | -------------------------------------------- | -------------------------------------------- | -------------------------------------------- | -------------------------------------------- |
| 1930.                       | Није учествовала            | Није учествовала            | Није учествовала            | Није учествовала            | Није учествовала            | Није учествовала            | Није учествовала            | Није учествовала            | Није учествовала          | Није учествовала                             | Није учествовала                             | Није учествовала                             | Није учествовала                             | Није учествовала                             |                                              |
| 1934.                       | Није учествовала            | Није учествовала            | Није учествовала            | Није учествовала            | Није учествовала            | Није учествовала            | Није учествовала            | Није учествовала            | Није учествовала          | Није учествовала                             | Није учествовала                             | Није учествовала                             | Није учествовала                             | Није учествовала                             |                                              |
| 1938.                       | Није учествовала            | Није учествовала            | Није учествовала            | Није учествовала            | Није учествовала            | Није учествовала            | Није учествовала            | Није учествовала            | Није учествовала          | Није учествовала                             | Није учествовала                             | Није учествовала                             | Није учествовала                             | Није учествовала                             |                                              |
| 1950.                       | Није учествовала            | Није учествовала            | Није учествовала            | Није учествовала            | Није учествовала            | Није учествовала            | Није учествовала            | Није учествовала            | Није учествовала          | Није учествовала                             | Није учествовала                             | Није учествовала                             | Није учествовала                             | Није учествовала                             |                                              |
| 1954.                       | Није учествовала            | Није учествовала            | Није учествовала            | Није учествовала            | Није учествовала            | Није учествовала            | Није учествовала            | Није учествовала            | Није учествовала          | Није учествовала                             | Није учествовала                             | Није учествовала                             | Није учествовала                             | Није учествовала                             |                                              |
| 1958.                       | Није учествовала            | Није учествовала            | Није учествовала            | Није учествовала            | Није учествовала            | Није учествовала            | Није учествовала            | Није учествовала            | Није учествовала          | Није учествовала                             | Није учествовала                             | Није учествовала                             | Није учествовала                             | Није учествовала                             |                                              |
| 1962.                       | Није учествовала            | Није учествовала            | Није учествовала            | Није учествовала            | Није учествовала            | Није учествовала            | Није учествовала            | Није учествовала            | Није учествовала          | Није учествовала                             | Није учествовала                             | Није учествовала                             | Није учествовала                             | Није учествовала                             |                                              |
| 1966.                       | Није учествовала            | Није учествовала            | Није учествовала            | Није учествовала            | Није учествовала            | Није учествовала            | Није учествовала            | Није учествовала            | Није учествовала          | Није учествовала                             | Није учествовала                             | Није учествовала                             | Није учествовала                             | Није учествовала                             |                                              |
| 1970.                       | Није учествовала            | Није учествовала            | Није учествовала            | Није учествовала            | Није учествовала            | Није учествовала            | Није учествовала            | Није учествовала            | Није учествовала          | Није учествовала                             | Није учествовала                             | Није учествовала                             | Није учествовала                             | Није учествовала                             |                                              |
| 1974.                       | Није учествовала            | Није учествовала            | Није учествовала            | Није учествовала            | Није учествовала            | Није учествовала            | Није учествовала            | Није учествовала            | Није учествовала          | Није учествовала                             | Није учествовала                             | Није учествовала                             | Није учествовала                             | Није учествовала                             |                                              |
| 1978.                       | Није учествовала            | Није учествовала            | Није учествовала            | Није учествовала            | Није учествовала            | Није учествовала            | Није учествовала            | Није учествовала            | Није учествовала          | Није учествовала                             | Није учествовала                             | Није учествовала                             | Није учествовала                             | Није учествовала                             |                                              |
| 1982.                       | Није учествовала            | Није учествовала            | Није учествовала            | Није учествовала            | Није учествовала            | Није учествовала            | Није учествовала            | Није учествовала            | Није учествовала          | Није учествовала                             | Није учествовала                             | Није учествовала                             | Није учествовала                             | Није учествовала                             |                                              |
| 1986.                       | Није учествовала            | Није учествовала            | Није учествовала            | Није учествовала            | Није учествовала            | Није учествовала            | Није учествовала            | Није учествовала            | Није учествовала          | Није учествовала                             | Није учествовала                             | Није учествовала                             | Није учествовала                             | Није учествовала                             |                                              |
| 1990.                       | Није учествовала            | Није учествовала            | Није учествовала            | Није учествовала            | Није учествовала            | Није учествовала            | Није учествовала            | Није учествовала            | Није учествовала          | Није учествовала                             | Није учествовала                             | Није учествовала                             | Није учествовала                             | Није учествовала                             |                                              |
| 1994.                       | Није учествовала            | Није учествовала            | Није учествовала            | Није учествовала            | Није учествовала            | Није учествовала            | Није учествовала            | Није учествовала            | Није учествовала          | Није учествовала                             | Није учествовала                             | Није учествовала                             | Није учествовала                             | Није учествовала                             |                                              |
| 1998.                       | Није учествовала            | Није учествовала            | Није учествовала            | Није учествовала            | Није учествовала            | Није учествовала            | Није учествовала            | Није учествовала            | Није учествовала          | Није учествовала                             | Није учествовала                             | Није учествовала                             | Није учествовала                             | Није учествовала                             |                                              |
| 2002.                       | Није се квалификовала       | Није се квалификовала       | Није се квалификовала       | Није се квалификовала       | Није се квалификовала       | Није се квалификовала       | Није се квалификовала       | Није се квалификовала       | 2                         | 0                                            | 0                                            | 2                                            | 1                                            | 14                                           |                                              |
| 2006.                       | Није се квалификовала       | Није се квалификовала       | Није се квалификовала       | Није се квалификовала       | Није се квалификовала       | Није се квалификовала       | Није се квалификовала       | Није се квалификовала       | 2                         | 0                                            | 0                                            | 2                                            | 0                                            | 10                                           |                                              |
| 2010.                       | Није се квалификовала       | Није се квалификовала       | Није се квалификовала       | Није се квалификовала       | Није се квалификовала       | Није се квалификовала       | Није се квалификовала       | Није се квалификовала       | 2                         | 0                                            | 2                                            | 0                                            | 3                                            | 3                                            |                                              |
| 2014.                       | Није се квалификовала       | Није се квалификовала       | Није се квалификовала       | Није се квалификовала       | Није се квалификовала       | Није се квалификовала       | Није се квалификовала       | Није се квалификовала       | 2                         | 0                                            | 0                                            | 2                                            | 1                                            | 4                                            |                                              |
| 2018.                       | Није се квалификовала       | Није се квалификовала       | Није се квалификовала       | Није се квалификовала       | Није се квалификовала       | Није се квалификовала       | Није се квалификовала       | Није се квалификовала       | 2                         | 0                                            | 1                                            | 1                                            | 2                                            | 3                                            |                                              |
| 2022.                       | Није се квалификовала       | Није се квалификовала       | Није се квалификовала       | Није се квалификовала       | Није се квалификовала       | Није се квалификовала       | Није се квалификовала       | Није се квалификовала       | 4                         | 0                                            | 0                                            | 4                                            | 0                                            | 19                                           |                                              |
| 2026.                       | У току                      | У току                      | У току                      | У току                      | У току                      | У току                      | У току                      | У току                      | Квалификације нису почеле | Квалификације нису почеле                    | Квалификације нису почеле                    | Квалификације нису почеле                    | Квалификације нису почеле                    | Квалификације нису почеле                    |                                              |
| Укупно                      |                             | 0/22                        |                             |                             |                             |                             |                             |                             | 14                        | 0                                            | 3                                            | 11                                           | 7                                            | 53                                           |                                              |